# تويكنهام

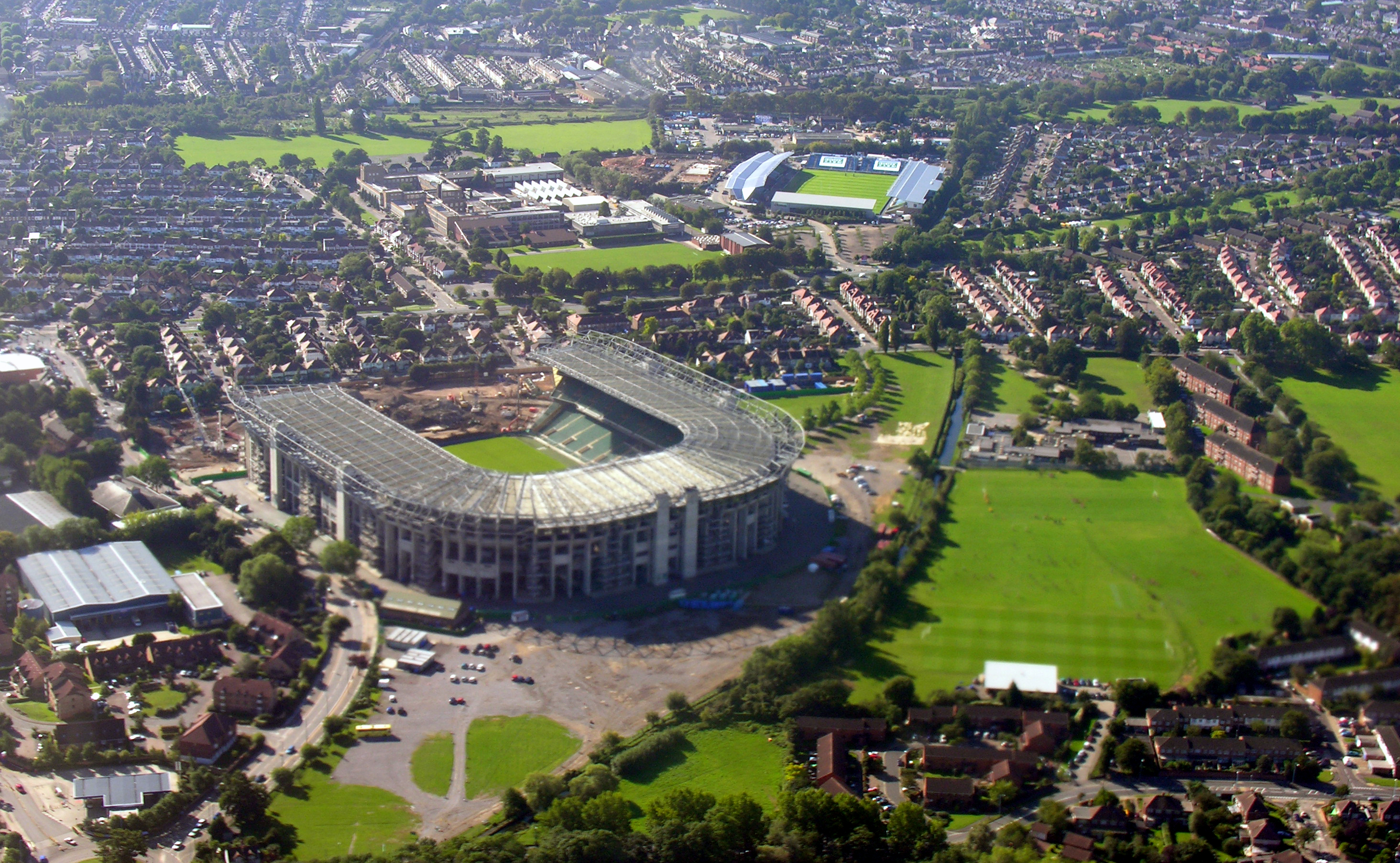
مشهد جوي لمدينة تويكنهام يظهر فيها استاد الرغبي.

تويكنهام وتلفظ «تْوِكَنَمْ» إحدى مدن لندن الكبرى تقع ضمن الطريق الدائري وهي حاضرة تقسيم ريتشموند الواقع في الجنوب الغربي للعاصمة. تشتهر لاحتضانها أحد أهم ملاعب الرغبي في العالم باستاد تويكنهام الذي يتسع لثمانين ألف مشاهد، وهو من المواقع المستضيفة لبطولة الأمم الستة. وهي مقر اتحاد الرغبي.

## أعلام
- ماري مارثا شيروود
- ملفين بورغس
- لورانس بولغر
- روفوس سيويل
- كلير فورلاني
- إدوارد كلارك
- ألكسندر بوب
- والتر دي لامار
- ويليام هاو، الفيكونت الخامس لعائلة هاو
- بيتر كاتانيو
- مانويل الثاني ملك البرتغال